# 麥克拉爾群島
66°58′S 142°40′E / 66.967°S 142.667°E
麥克拉爾群島（英語：Mackellar Islands），是南極洲的群島，位於喬治五世地，處於丹尼森角以北3公里的英聯邦灣，由30座島嶼組成，由澳大拉西亞探險隊發現，現時由南極條約體系管理。